# Örtjärnet (Älgå socken, Värmland, 660945-130620)
Örtjärnet är en sjö i Arvika kommun i Värmland och ingår i Göta älvs huvudavrinningsområde. Sjön är 10 meter djup, har en yta på 0,032 kvadratkilometer och befinner sig 246 meter över havet.